# Cucullia prima
Cucullia prima là một loài bướm đêm trong họ Noctuidae.